# Angelo De Donatis
Angelo De Donatis, född 4 januari 1954 i Casarano, Apulien, är en italiensk kardinal och ärkebiskop. Han är sedan 2017 generalvikarie för Roms stift och ärkepräst av San Giovanni in Laterano.

## Biografi
Angelo De Donatis studerade vid Påvliga Lateranuniversitetet och Gregoriana. Han prästvigdes 1980. 
År 2015 utnämndes De Donatis till titulärbiskop av Motula och hjälpbiskop i Roms stift och vigdes den 9 november samma år av påve Franciskus i San Giovanni in Laterano. År 2017 efterträdde De Donatis Agostino Vallini som generalvikarie för Roms stift och ärkepräst av San Giovanni in Laterano. I och med detta fick han titeln ärkebiskop.
Den 28 juni 2018 upphöjde påve Franciskus De Donatis till kardinalpräst med San Marco som titelkyrka. 

## Bilder

Kardinal De Donatis titelkyrka
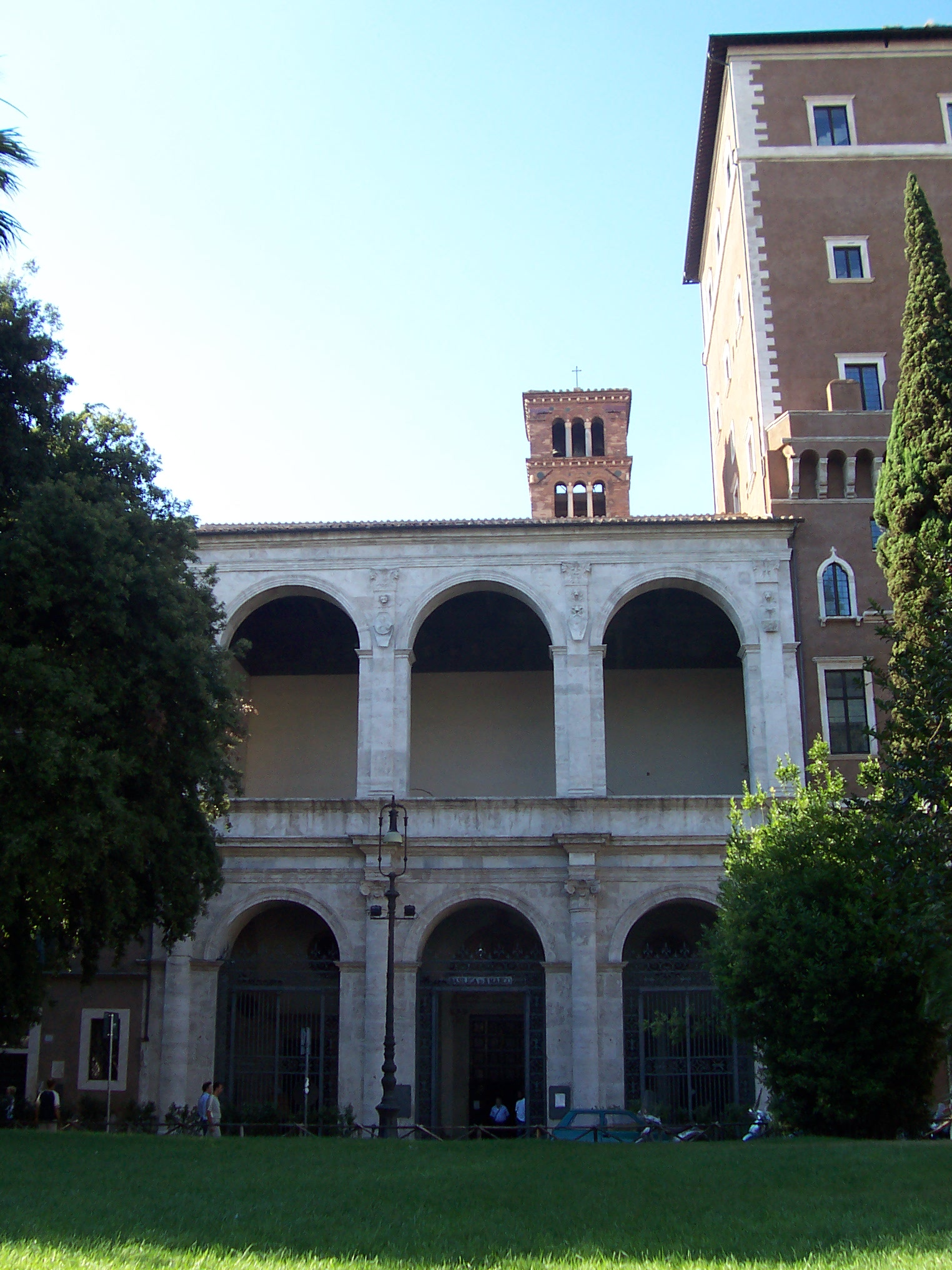
San Marco.